# جوت (نبات)
جُوت أو جُوتَه أو قِنَّب كُلْكُوتَه نبات عشبي زراعي صناعي حولي في فصيلة الخبازية، وهوأحد مصادر ألياف الجوت، ويُعتبر أفضل جودة من ألياف الجوت من الملوخية، المصدر الرئيسي للجوت. تستخدم الأوراق غذاءً وتستخدم الأوراق والفاكهة غير الناضجة والجذور في الطب التقليدي. ساقه ليفية منتصبة أوراقه معنقة متعاقبة بيضية القاعدة سنانية الطرف خشنة النصل المسنن الحافة. تكثر زراعته في الهند حيث تستعملون لحاء سوقه في صناعة الأكياس والحبال.

## معرِض الصور

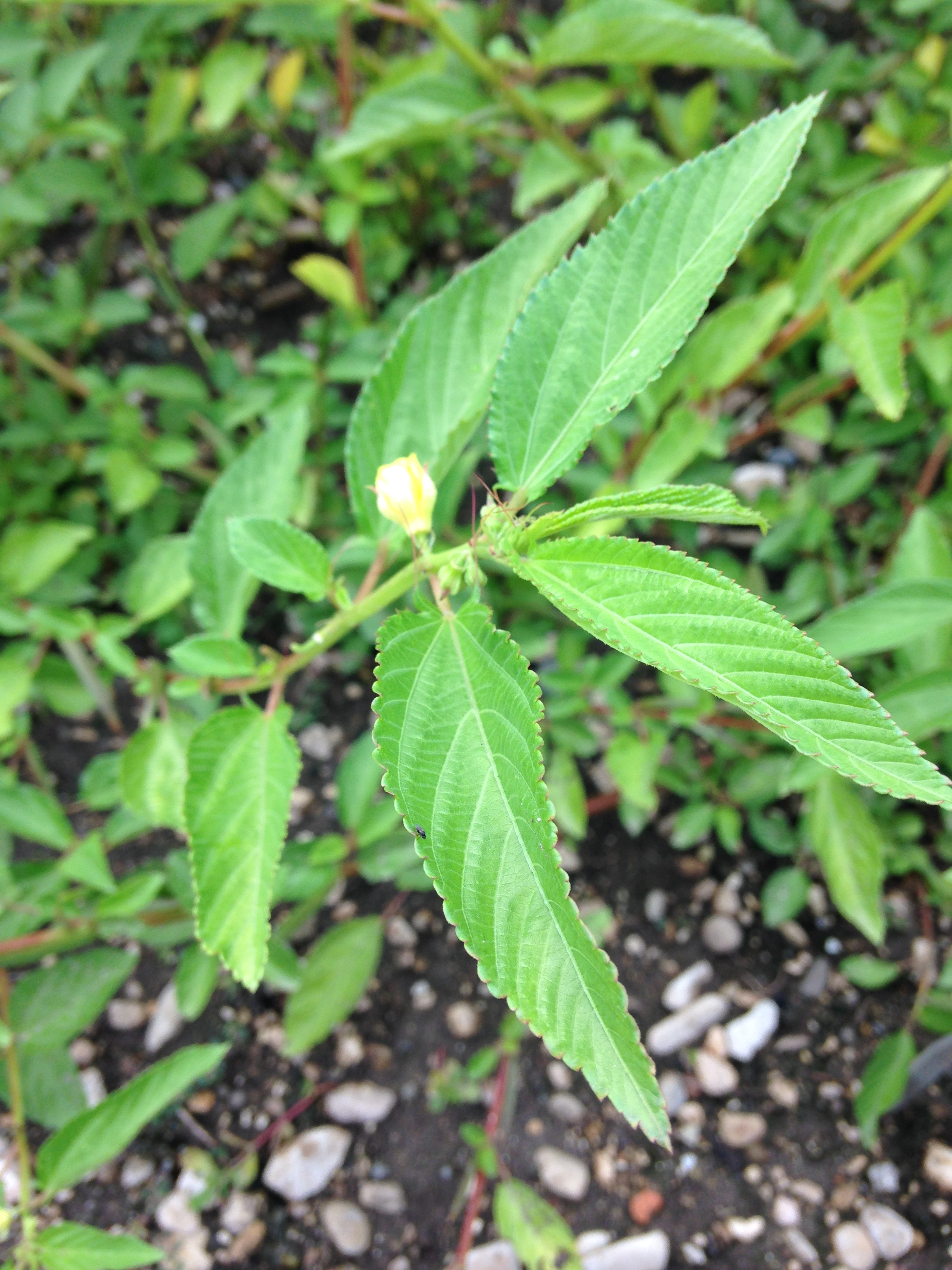
أعلى الساق لها أوراق وبراعم زهور وزهور متفتحة
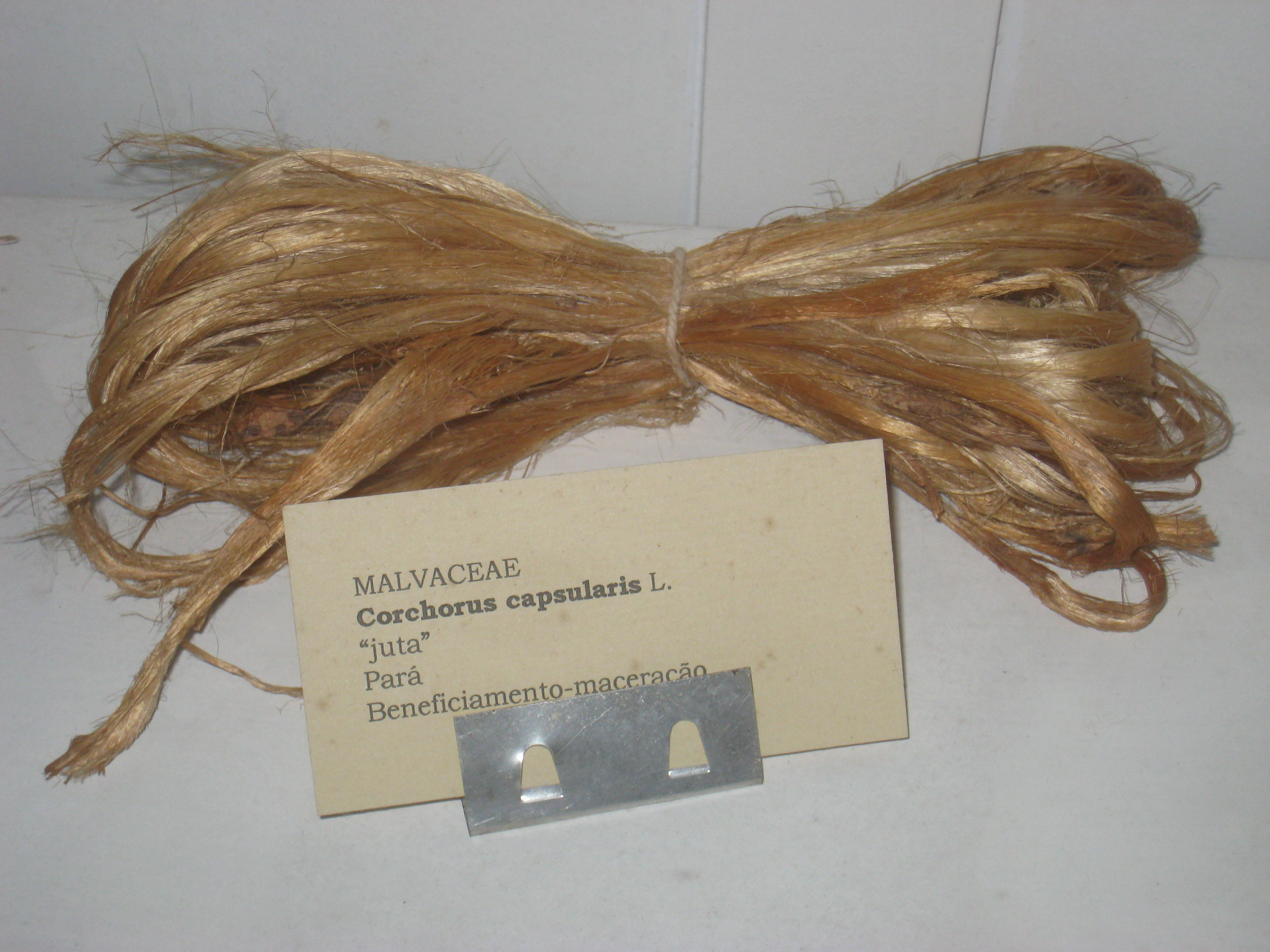
ألياف الجوت

## أنظر أيضا
- أبو طيلون ابن سينا
- الجلجل
- ملوخية